# Stipe Jukić
Stipe Jukić (Feričanci, 1929. − lipnja 2009.) je bio hrvatski kulturni djelatnik. Bio je dugogodišnji član i vrijedan djelatnik Matice hrvatske. 

## Životopis
Rodio se u Feričancima kao dijete doseljenika iz sinjskoga kraja. Nakon srednje škole završio je geodeziju i zemljopis u Zagrebu, gdje se zatim zaposlio i proživio velik dio života. Radni vijek proveo je na brojnim velikim gradilištima u domovini i inozemstvu. U vrijeme Hrvatskoga proljeća bio je među prvima koji su širili hrvatsku riječ i osnivali ogranke Matice hrvatske, a zatim tu nesebičnost i domoljublje platili progonima i zatvorom.
Kad je Hrvatska postala samostalna, Stipe Jukić s novim je poletom nastavio rad u središnjici Matice hrvatske u Zagrebu. Neumorno je obnavljao i osnivao njezine ogranke diljem zemlje, i često je putovao u inozemstvo da među hrvatskim iseljeništvom širi utjecaj naše najstarije kulturne ustanove. Na vlastitu inicijativu poslao ograncima Matice hrvatske dopis preporučivši članstvu da ulicama ili trgovima u svojim mjestima daju ime Matice hrvatske, što su mnogi i učinili, na ponos svom mjestu, a na spomen Stipi Jukiću.